# Daggros
Daggros (Rosa glauca), en art i familjen rosväxter och förekommer naturligt i Södra och östra Europa. Vägkanter, skogsbryn, tippar, ruderatmark, klippor, bangårdar och grustag. Den odlas som prydnadsväxt i Sverige och förekommer förvildad.
Arten bilar en stor, grenig buske, 1–3 m med rödbruna grenar och med svagt böjda taggar. Årsskotten är blådaggiga och tagglösa eller med mycket få taggar. Bladen är parbladiga med 5–7 delblad som är kala, smalt elliptiska, matt blågrå med rödanstrukna nerver. Kanterna är enkelsågade och stiplerna är smala och helbräddade. Blommorna sitter 1–5 på kala skaft. Foderbladen är långa, smala, hela foderblad och utan flikar. Kronbladen är mörkt rosa med vit bas. Nyponen mognar sent på säsongen, de är runda, rödbruna med framåtriktade foderblad som faller av sent.

## Hybrider
Arten har korsats med flera andra arter och några av dem har fått namn, som:
- Rosa ×brueggeri Killias - är hybriden med bergros (R. pendulina)
- Rosa ×gaillardii Coste - är hybriden med pimpinellros (R. spinosissima)
- Dagros (R. ×rubrosa Preston) - är hybriden med vresros (R. rugosa)
- Rosa ×scopulosa Briq. - är hybriden med stenros (R. canina)
- Rosa ×waitziana Reichenb. är hybriden med provinsros (R. gallica)

## Odling
Skuggtolerant och tålig.

## Synonymer
- Rosa cinnamomea var. rubrifolia Vill. ex Thory, 1818
- Rosa ferruginea Vill., Prosp. Hist. Pl. Dauphiné 46, 1779
- Rosa glauca f. laevis Ser. ex R. Keller, 1831 nom. illeg.
- Rosa glauca var. abrezolii Burnat, 1913
- Rosa glaucescens Wulfen, 1805
- Rosa gutensteinensis J.Jacq., 1821
- Rosa ilseana Crép., 1869
- Rosa majalis var. rubrifolia (Vill. ex Thory) Wallr., 1828
- Rosa pohrebniakii Chrshan. & Lasebna
- Rosa rubicunda Haller fil., 1797, nom. illeg.
- Rosa rubrifolia Vill., 1788, nom. illeg.
- Rosa rubrifolia var. cinnamoneoides Rouy & E.G.Camus
- Rosa rubrifolia var. laevis Ser., 1818 nom. illeg.
- Rosa rubrifolia var. pseudoglauca Rouy & E.G.Camus
- Rosa rubrifolia var. senticosiformis Rouy & E.G.Camus
- Rosa rubrifolia var. subinermis Rouy & E.G.Camus